# 恋する暴君
『恋する暴君』（こいするぼうくん）は、高永ひなこによる日本のBL漫画作品。

## 概要
本作は、高永ひなこのデビュー作品『チャレンジャーズ』（元・合格祈願）のスピンオフ作品、脇キャラの巽宗一と森永哲博が2人の物語である。海王社のBL漫画雑誌『GUSH』に2004年から長期にわたって連載されている。シリーズ累計発行部数260万部を超えた（15巻発売時点）。
ドラマCD化や、OVA化DVDなどのメディアミックスがなされた。

## あらすじ
森永哲博の片思い相手、巽宗一はそれはもう暴君。とある理由があってホモ嫌いのため相手にされず、とうとう片思い歴は5年。いい加減疲れて友人であるバーの店員、ヒロト君に相談するとアヤシイ催淫ドリンクを渡され、既成事実を作ってしまえとそそのかされる。あの暴君な先輩にそんな事できない！森永はタンスの奥へとしまい込むのだが、酔った宗一はそのドリンクを勝手に見つけて飲んでしまう。

## 登場人物
森永 哲博（もりなが てつひろ）
声 - 鳥海浩輔
初登場巻数 - 1巻（STEP.1）
主人公。福岡出身。大学院農学部の修士課程にて、バイオ技術を研究している。大学入学直後、宗一に一目惚れし、以来5年間片思い中のゲイ。大学4年の時、宗一に告白した。ヒロトからの呼び名は「エンゼルくん」（一途な性格と苗字が森永であることから）。
巽家が火事になってからは、宗一と同居することになる。家事は全て彼が請け負っているようで、それを周りから指摘されたさいも、自分が好きでやっていることだからと周りをなだめたため、天使と称された。
自身がゲイであると認識したのは13歳の頃。
厳格な家庭に育ち、ゲイに対して理解を示さない実家とは折り合いが悪い。普段は気にしていないようにふるまっているが、巽家の父である宗仁が同性愛に対して寛大な態度を示した場面を見て、自分が親に認められなかったことを思いだし涙を流していた。
製薬会社に就職が決まったが、本社浜松で研修しなければならなくなり、宗一とは遠距離になってしまう。
身長187cmと高身長。性格もまめで、宗一のシャツなどにもアイロンをかけたり、食材の下ごしらえをしたものが冷蔵庫にあり料理もするなど、生活能力も高い。
巽 宗一（たつみ そういち）
声 - 緑川光
初登場巻数 - 1巻（STEP.1）
哲博と同じ農学部の博士課程。哲博の2年先輩。哲博曰くあっさりした薄めの顔立ちだが、性格は凶悪かつ凶暴、乱暴者で我侭な人格破綻者。過去に研究室で助教授に襲われかけて以来、大のホモ嫌い。哲博に対する暴言・暴力・八つ当たりは日常茶飯事（反面、彼を後輩として信頼している）。しかし、自覚はしていないものの意識しているような場面も多く、真崎関係では嫉妬しているような場面も見ることができる。哲博との関係が進むにつれ、ホモに対する偏見も軟化していった。
巽家の長男で、早くに母親を亡くし、家を空けることが多い父親に代わって、少の頃から巴とかなこの面倒を見てきた。弟を溺愛している。黒川をことごとく敵視している。
哲博の製薬会社への就職については一悶着あったが、とりあえず和解。
哲博が研修のため浜松に行くことになり、研究のための人手が不足するため、助手をしてくれる人を募集する。同居しているマンションの部屋が空くため、一人暮らしのため引っ越すか、ルームシェアの人を募集するかで哲博ともめるが、ルームシェアの人を募集する。上記で助手となった田所が名乗りをあげ、お試しで部屋に寝泊まりすることに。結局ルームシェアの話はなくなり、引っ越しを考えるが哲博が帰ってくるたび宗一の部屋に寝泊まりする言ったことで「ここは俺のシェルターだ」と考えを改める。
髪を伸ばしている理由は、くすぐったがりで、他人に髪を触られることを嫌うため。
巽 巴（たつみ ともえ）
声 - 宮田幸季
初登場巻数 - 1巻（STEP.1）
宗一の弟。大学一年の時に、アメリカのベンチャー企業に引き抜かれたほどの優秀な頭脳の持ち主。かなりの天然。現在はアメリカに在住。黒川とは恋人同士。
サンフランシスコにて同性婚が認められたことにより黒川と結婚した。結婚したことは宗一に隠すつもりでいたが、結婚報告の写真を磯貝に送る際、たくさんのお土産と共に送ったのだが送り先を妹・かなこ宛のお土産の箱と間違えて貼付したことにより、宗一にバレる。
黒川 貢（くろかわ みつぐ）
声 - 杉田智和
初登場巻数 - 1巻（STEP.1）
巴の恋人。前作「チャレンジャーズ」で、宗一の度重なる妨害に脅かされ、巴と結ばれてからも何かと命を狙われている。そのため、日本へ帰国する際には、自分と宗一の仲介人として、磯貝を呼んでいた。現在はサラリーマン生活を捨てて、巴とアメリカへ発ち、寝食を共にしている。
ヒロト
声 - 平川大輔
初登場巻数 - 1巻（STEP.1）
森永の友人で、ゲイバーで働く関西弁のオネエ。各章の冒頭で登場する。森永の良き相談相手。森永にとある薬を渡した。たまに、森永の愚痴にうんざりして、いい加減な返事をすることもあるが、二人の関係がうまくいくよう（時に厳しい）アドバイスもする。
「チャレンジャーズ」にも登場。森永と仲良くしていたところをかなこに見られ、森永がヒロトと宗一とフタマタをしている遊び人だと誤解をさせた（後に、「宗一と森永が付き合っている」以外の誤解は解けた）
巽 かなこ（たつみ かなこ）
声 - 許綾香
初登場巻数 - 1巻（STEP.3）
宗一・巴の妹。兄とその周辺がホモであることを一晩で受け入れた、器の大きい中学生（しかし、森永が宗一にキスをしているところを見た当初は、宗一がホモになってしまったことに対し（誤解だが）困惑していた）。宗一と森永は恋人同士だと誤解している。兄二人同様、頭が良いらしく、県外の高校へ進学する際にも問題は無いと言われている。
松田（まつだ）
初登場巻数 - 2巻（STEP.2）
巽家に時々様子を見に来てくれる親族の女性。
磯貝 太一郎（いそがい たいちろう）
声 - 関俊彦
黒川の元同僚で、大学時代からの友人。飄々とした性格で、無類の面白いもの好き。偶然、宗一と森永の関係を知って以来、それをネタに二人（主に宗一）を転がしては楽しんでいる。その所為で、森永からは宗一を狙っていると誤解されている。
森永 国博（もりなが くにひろ）
声 - 成田剣
哲博の兄。真崎の親友。生真面目な性格で、二人の関係を目の当たりにしてから、弟とは折り合いが悪かったものの、宗一の勝手な暴走により事の真相を知り、後に和解した。かなこ同様、哲博と宗一が付き合っていると誤解している。宗一のことを乱暴者と称し、「せめて相手は選べよ」と彼と弟が付き合っていることを良く思っていない。
初登場時は結婚が決まり、哲博に式に出席するように説得するため会いに来ていた。その後妻とは離婚、バツイチ。
番外編「ぼくたちの失敗」（単行本5巻収録）では、真実を知った彼と真崎のその後の物語が描かれている。９巻では、さらにその後、恋愛対象として、真崎を意識し始めた国博と真崎の話が描かれている。
真崎 順也（まさき じゅんや）
声 - 興津和幸
哲博の初恋かつ、かつての交際相手。哲博の兄である国博に思いを寄せていながらも、哲博と付き合っていた。哲博との逢瀬を国博に目撃され罵倒される。哲博に国博のことが好きで彼に嫌われたら生きていけないと涙ながらに真相を明かし、数日後に手首を切って自殺をはかる。哲博の地元の県会議員の息子でもあったため、自殺をはかったことから哲博との関係が周囲に明らかになったことで姿を消した。その後、親戚の元で暮らし、ようやく絶縁されて自由の身になった。地元に戻るも、哲博の姿は無く、彼に会う前に、想い人である国博と再会した。その後、国博から哲博が現在住んでいる住所を知らされ、会いにいった。かつて、哲博を手酷く傷つけたため、宗一からは嫌われているが、国博と違いまだ殴られてはいない。
登場当初はキツい目つきとややひねくれたような性格をしていたが、国博と想いが通じ合ったあとは、優しい顔立ちになっている。
巽 宗仁（たつみ そうじん）
声 -飛田展男
初登場巻数 - 6巻（STEP.3）
巽兄妹の父親。虫のことになると延々と語りだす虫マニアで、世界中を飛び回っている。
容姿は息子の宗一そっくりだが、性格はおおらかで器が大きい。息子が同性婚をしたことに驚愕したが、彼らが幸せならと、あっさり受け入れた。森永のことを気に入っている様子。
巽 巴奈（たつみ はな）
初登場巻数 - 6巻（STEP.6）
巽兄妹の母で故人。
山口 （やまぐち）
初登場巻数 - 1巻（STEP.4）
哲博の友人。宗一と哲博の通う大学の学生。
美春 彩乃（みはる あやの）
初登場巻数 - 9巻（STEP.3）
宗一と哲博の後輩。哲博が製薬会社に就職が決まり、宗一の研究の人手が不足するため応募された中から選ばれた一人。宗一の研究の助手を務める。哲博が宗一の世話を甲斐甲斐しく行うのを目の当たりにし、宗一と哲博の仲を疑ってる。
田所 昇太（たどころ しょうた）
初登場巻数 - 9巻（STEP.3）
宗一と哲博の後輩。哲博が製薬会社に就職が決まり、宗一の研究の人手が不足するため応募された中から選ばれた一人。宗一の研究の助手を務める。宗一がルームシェアを募集している時に名乗りをあげ、お試しで部屋に寝泊まりする。哲博に牽制のため2人の関係を匂わされたことと宗一の態度から2人の関係に気づく。
松川 桃子（まつかわ ももこ）
初登場巻数 - 12巻（描き下ろしにて）
彩乃の友人で宗一の大ファン。
宗一の助手になった彩乃を、毎日近くで宗一の姿を拝める立場になったことから羨ましく思っている。
当初は宗一との交際を望んでアピールしていたが、全く相手にされなかったため今は見ているだけで良くなっている。
宗一と哲博の関係になんとなーく気づいている。
久世 （くぜ）
初登場巻数 - 12巻（STEP.1）
哲博が就職した製薬会社の本社営業所のＭＲ。
哲博のＭＲのＯＪＴでの指導員。
ゲイで神木を狙っており、同じくゲイと分かった哲博に牽制する。
神木 (かみき）
初登場巻数 - 12巻（STEP.1にて名前のみ登場）
哲博が就職した製薬会社の本社研究所の研究員で哲博の指導員。
若く見えるが28歳。

## 書誌情報

### 漫画
- 高永ひなこ『恋する暴君』海王社〈GUSH COMICS〉、既刊15巻（2024年10月9日現在）
  1. 2005年2月7日発売[3]、ISBN 978-4-87724-398-2
  2. 2005年11月7日発売[4]、ISBN 978-4-87724-430-9
  3. 2006年12月9日発売[5]、ISBN 978-4-87724-483-5
  4. 2008年4月10日発売[6]、ISBN 978-4-87724-844-4
  5. 2009年6月10日発売[7]、ISBN 978-4-87724-129-2
  6. 2010年7月20日発売[8]、ISBN 978-4-87724-197-1
    - 限定版 同日発売[9]、ISBN 978-4-87724-198-8

  7. 2011年11月10日発売[10]、ISBN 978-4-7964-0245-3
  8. 2012年2月10日発売[11]、ISBN 978-4-7964-0276-7
  9. 2014年4月10日発売[12]、ISBN 978-4-7964-0553-9
  10. 2016年4月9日発売[13]、ISBN 978-4-7964-0852-3
  11. 2018年4月10日発売[14]、ISBN 978-4-7964-1138-7
  12. 2020年2月10日発売[15]、ISBN 978-4-7964-1348-0
  13. 2021年11月10日発売[16]、ISBN 978-4-7964-1482-1
  14. 2023年6月9日発売[17]、ISBN 978-4-7964-1594-1
  15. 2024年10月9日発売[18]、ISBN 978-4-7964-1693-1

### 公式ファンブック
連載10周年記念ファンブック。
- 高永ひなこ『恋する暴君ファンブック』海王社〈GUSH COMICS DX〉、2014年8月9日発売[19]、ISBN 978-4-7964-0578-2

### パラレル番外編
本来は作者高永ひなこが2005年から「ANAGURANZ」というサークル名で発表した『恋する暴君』のパラレル番外編同人誌である、2016年に海王社から電子書籍として発売されている。
- 『ある日、森の中。』電子書籍（海王社、GUSH PLUS、全5巻（総集編+5～8巻））
  - 『ある日、森の中。 総集編』（2016年4月8日配信）-（1）～（4.5）巻収録[21][22]。
  - 『ある日、森の中。 Ⅴ（5）』（2017年5月19日配信）[23][24]
  - 『ある日、森の中。 Ⅵ（6）』（2017年7月21日配信）[25][26]
  - 『ある日、森の中。 Ⅶ（7）』（2017年8月18日配信）[27][28]
  - 『ある日、森の中。 Ⅷ（8）』（2017年10月27日配信）[29][30]

### 画集
- 『高永ひなこイラスト集 恋する暴君』海王社、2013年5月25日発売[31]、ISBN 978-4-7964-0347-4

## ドラマCD
2005年からドラマCDが発売されている。
- 『恋する暴君』（インターコミュニケーションズ、2005年8月20日発売、INCD-2145）[32]
- 『恋する暴君 2』（インターコミュニケーションズ、2006年12月25日発売、INCD-2164）[33]
- 『恋する暴君 3』（ムービック、2011年6月22日発売、MACY-2920）[34]
- 『恋する暴君 4』（ムービック、2011年11月2日発売、MACY-2924）[35]
- 『恋する暴君 5』（ムービック、2012年3月21日発売、MACY-2925）[36]
- 『恋する暴君 6』（ムービック、2012年8月22日発売、MACY-2939）[37]
- 『恋する暴君 7』（ムービック、2017年8月25日発売、MOBL-1024）[38]
- 『恋する暴君 8』（ムービック、2017年9月29日発売、MOBL-1025）[39]

## OVA
2010年にOVA化がDVDとして発売された。

### スタッフ
- 原作 - 高永ひなこ（海王社／GUSH COMICS）
- 企画 - 酒井明雄
- プロデューサー - 森下友紀
- 監督・演出 - 川久保圭史
- 脚本・構成 - ひいろゆきな
- キャラクターデザイン - 広田知子
- 音響制作 - 阿部信行
- 色彩設計 - 田中千春
- アニメーション制作 - PrimeTime[40][41]

### DVD
| 発売日         | 商品名                                 | 収録話・サブタイトル                          | 規格品番   |
| -------------- | -------------------------------------- | --------------------------------------------- | ---------- |
| 2010年6月25日  | OAV「恋する暴君」第一話 初回限定特装版 | 第一話「恋に賞味期限ってありますか？」        | ANDS-13005 |
| 2010年11月26日 | OAV「恋する暴君」第二話 初回限定特装版 | 第二話「俺たち恋人同士になったんですよね…？」 | ANDS-13006 |